# 拉尼 (季坎卡區)
49°42′53″N 34°26′6″E / 49.71472°N 34.43500°E
拉尼（烏克蘭語：Лани）是位於烏克蘭中部波爾塔瓦州裏波爾塔瓦區的村莊，處於小魯德卡附近，面積0.745平方公里，海拔高度147米，2001年人口33。